# Hypsipetes philippinus
El bulbul filipino (Hypsipetes philippinus) es una especie de ave paseriforme de la familia Pycnonotidae endémica de Filipinas.

## Taxonomía
El bulbul filipino fue descrito científicamente por el naturalista Johann Reinhold Forster en 1795, como Turdus philippinus. Posteriormente fue trasladado al género Ixos. En 2010 fue reubicado al género Hypsipetes al demostrarse que estaba cercanamente emparentado con la especie tipo de este género, el bulbul negro. Además en 2010 se escindieron en especies separadas otros tres bulbules de filipinas que hasta entonces se consideraban subespecies del bulbul filipino: el bulbul de Mindoro, el bulbul de las Bisayas y el bulbul gorgirrufo.
Actualmente se reconocen tres subespecies:
- H. p. parkesi - du Pont, 1980: localizado en isla Burias;
- H. p. philippinus - (Forster, 1795): se encuentra en las islas del norte de Filipinas;
- H. p. saturatior - (Hartert, 1916): se extiende por las islas del este, centro y sur del archipiélago filipino.

## Hábitat
Se encuentra en la mayor parte del archipiélago filipino, exceptuando algunas islas occidentales, ocupadas por especies de bulbules cercanas. Su hábitat natural son los bosques húmedos tropicales tanto de montaña como de tierras bajas. Por ejemplo en el monte Kitanglad, en Mindanao, es abundante en cualquier tipo de bosque primario al menos entre los 500 y 2250 m s. n. m.